# Karl Müller (micòleg)
Karl Müller de Sttugart (1820-1889) va ser un botànic, micòleg, alemany, nadiu d'Allstedt.